# Mijuki Išikawa
Mijuki Išikawa (japonsky 石川 ミユキ Išikawa Mijuki, 5. únor 1897 Mijazaki – 30. březen 1987) byla japonská porodní asistentka, makléřka a sériová vražedkyně, známá jako hlavní pachatelka v Incidentu v Kotobuki San'in. Má se za to, že během spojenecké okupace Japonska, s několika komplici, zavraždila desítky novorozenců.

## Život
Išikawa se narodila ve vesnici Honjó, která se stala součístí města Kunitomi v prefektuře Mijazaki. Když jí bylo 17 let, přestěhovala se Tokia, kde vystudovala kurz Tokijské univerzity a stala se porodní asistentkou. V roce 1919 se provdala za Takešiho Išikawu, o tři roky staršího bývalého seržanta tajné policie Kempeitai, který v letech 1919–1926 sloužil jako policista. Manželství zůstalo bezdětné, protože Mijuki byla po operaci odejmuta děloha. Manželé žili společně s Takešiho synem z předchozího manželství a třemi adoptovanými dětmi (dva chlapci a dívka).
Mijuki Išikawa byla zkušená porodní asistentka a řídila porodní dům Kotobuki San'in (寿産院 / 壽產院). Byla významnou členkou několika spolků porodních asistentek.

## Infanticida
Ve 40. letech 20. století se v porodním domě narodilo mnoho dětí. Většina z nich se narodila mimo manželství a jejich matky byly chudé a bez dostatečných prostředků, aby se mohly řádně postarat o své potomky. Išikawa jim nemohla zprostředkovat pomoc, kvůli nedostatku pěstounů, sociálních a charitativních služeb. Aby dilema vyřešila, přestala o řadu kojenců pečovat, a mnozí z nich zemřeli v přímém důsledku zanedbané péče. Téměř všechny ostatní porodní asistentky zaměstnané v porodnici v Kotobuki byly touto praxí znechuceny a z porodního domu odešly. Išikawa se později také pokusila za takovéto vraždy požadovat úplatu. Spolu s manželem Takešim požadovala od rodičů značné sumy peněz s tvrzením, že je to méně než skutečné výdaje na výchovu nechtěného dítěte. Na tomto schématu se podílel také lékař Širo Nakajama, který páru pomáhal falšováním úmrtních listů. Přesný počet obětí není znám, odhaduje se však, že Išikawa zabila nejméně 103 dětí.

## Uvěznění a potrestání

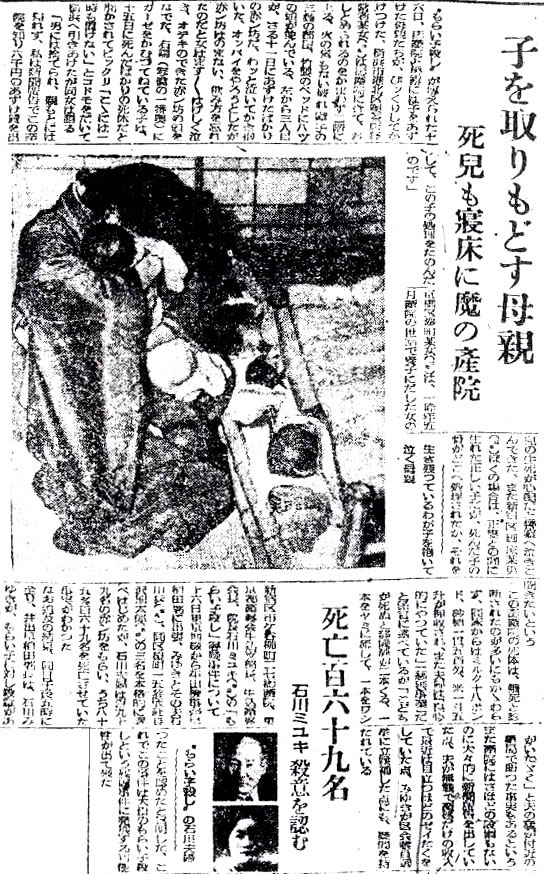
Asahi šimbun ze 17. ledna 1948, popisující podezření ze spáchání 169 vražd a přiznání pachatelky k předem rozváženému zločinu

Dva policisté z policejní stanice Waseda, 12. ledna 1948 náhodně našli pozůstatky pěti obětí. Pitvy provedené na jejich tělech prokázaly, že nezemřeli přirozenou smrtí. Mijuki Išikawa byla spolu s manželem zatčena 15. ledna 1948. V porodním domě bylo tehdy sedm novorozenců, ale dva z nich brzy zemřeli.
Při dalším vyšetřování policie našla u majitele pohřebního ústavu přes 40 mrtvolek. Dalších třicet bylo později objeveno v chrámu. Pouhý počet nalezených mrtvých těl a doba, po kterou k vraždám docházelo, ztěžovalo orgánům určení přesného počtu obětí. Přesný počet obětí tak zůstává nejistý. U soudu žalobci odhadovali, že Išikawa od dubna 1946 do ledna 1948 zavraždila minimálně 27 novorozenců z 84 zapsaných v porodním domě.
Mijuki tvrdila, že oběťmi byly opuštěné děti a trvala na tom, že za jejich smrt jsou odpovědní rodiče. Ačkoli takové tvrzení většinou nalezlo ve společnosti podporu, ne každý vysvětlení přijal, například spisovatelka Juriko Mijamoto se postavila proti.
Úřady považovaly její vraždy za zločin opomenutí. U tokijského okresního soudu byla Mijuki Išikawa odsouzena k osmi letům vězení, Takeši a Dr. Širo Nakajama dostali čtyři roky. Pár se odvolal a v roce 1952 Nejvyšší soud v Tokiu původní tresty zmírnil na čtyři resp. dva roky.

## Společenský dopad
Událost přiměla japonskou vládu zvážit legalizaci interrupcí. Umělé potraty z ekonomických důvodů byly 24. června 1949 v Japonsku legalizovány.

## Pozdější život
V roce 1969 s Išikawou uděly rozhovor noviny Šjúkan Šinčó, ve kterých tvrdila, že je nevinná. Poté co byla propuštěna z vězení, začala pracovat jako prodavačka mýdla, smetany a ryb. Poté pracovala jako makléřka v realitní kanceláři v Tokiu. Její manžel Takeši byl již po smrti. Její bývalý právník odhadoval, že si vydělala okolo 100 milionů jenů.

### Související článek
- Neonaticida